# هوتكور-رومانيش (آن)
هوتكور-رومانيش (بالفرنسية: Hautecourt-Romanèche)‏ هي بلدية فرنسية تقع في إقليم الآن في فرنسا. رمز إنسي لها هو:1184. أما الرمز البريدي لها فهو: 1250.